# Altec MART
Altec MART (fr. Mini-Avion de Reconnaissance Télépiloté – zdalnie sterowany rozpoznawczy minisamolot) – francuski, taktyczny, bezzałogowy aparat latający (UAV – ang. Unmanned Aerial Vehicle), opracowany przez firmę Altec Industries w drugiej połowie lat 80. XX wieku.

## Konstrukcja
MART zbudowany jest w klasycznym układzie samolotu, tylne usterzenie posiada pojedynczy ster kierunku, z przodu kadłuba zamontowany jest tłokowy silnik dwusuwowy napędzający dwułopatowe śmigło ciągnące. W skład wyposażenia rozpoznawczego wchodziła kolorowa kamera TV lub kamera termowizyjna. Samolot kierowany był komendami radiowymi ze stanowiska kontroli lotu. Zastosowanie systemu nawigacyjnego Trident umożliwiało samodzielny powrót aparatu do strefy lądowania bez udziału operatora z ziemi. Start aparatu następuje z katapulty, a lądowanie z użyciem spadochronu lub na płozach.

## Służba
MART został wykorzystany w Iraku w 1991 roku podczas I wojny w Zatoce Perskiej, prowadząc rozpoznanie artyleryjskie na korzyść francuskiej 6 lekkiej dywizji pancernej.